# Sarvepalli Radhakrishnan
Sarvepalli Radhakrishnan (ur. 5 września 1888 w Tiruttani, zm. 16 kwietnia 1975 w Madrasie) – prezydent Indii, filozof.

## Życiorys
Pracował jako profesor filozofii m.in. na uniwersytetach w Mysore (1918–21), Kalkucie (1921–31 i 1937–41), a także Oksfordzie (jako profesor religii wschodnich i etyki 1936–1952).
W latach 1949–52 był ambasadorem Indii w Związku Radzieckim.
Został pierwszym wiceprezydentem Indii (w latach 1952–62), a 13 maja 1962 objął urząd prezydenta, który pełnił do 13 maja 1967.
12 czerwca 1956 Uniwersytet Wrocławski przyznał mu tytuł doktora honoris causa.

## Publikacje
Radhakrishnan to autor popularnej w świecie historii myśli indyjskiej, przełożonej na polski (tł. Zofia Wrzeszcz) i opublikowanej przez Instytut Wydawniczy Pax: „Filozofia indyjska”. tom 1-2, Warszawa: IW PAX 1958-1960; wyd. w 1 tomie: vis-a-vis Etiuda 2016.

## Odznaczenia
- Order Bharat Ratna (1954)
- Order Pour le Mérite (1954)
- Order Zasługi (Order of Merit, 1963, Wielka Brytania)